# Hitoyasu Izutsu
Hitoyasu Izutsu (井筒仁康?, Izutsu Hitoyasu; Osaka, 20 marzo 1971) è un pilota motociclistico giapponese ritiratosi dall'attività agonistica.

## Carriera
Esordisce nel campionato mondiale Superbike nel 1996 a Sugo in qualità di wildcard, ottenendo la 19ª posizione.
Nel 1999 e nel 2000 partecipa ancora al mondiale Superbike come wildcard sempre a Sugo e ottiene due vittorie. Sempre nel 2000 vince il campionato giapponese Superbike con una Kawasaki ZX-7RR.
Dopo questi risultati, l'anno successivo partecipa ad alcune tappe del mondiale Superbike e ottiene due podi sempre a Sugo. Nel 2002 invece partecipa a più gare, anche se è costretto a saltare il Gran Premio del Giappone. Nel 2003 torna a partecipare al mondiale Superbike solo come wildcard a Sugo ed ottiene due sesti posti.
Vince per la seconda volta il campionato giapponese Superbike nel 2004 con una Honda CBR1000RR, nella stessa stagione vince anche la 8 Ore di Suzuka, alternandosi alla guida della Honda CBR1000RRW del team Seven Stars Honda 7 con Tōru Ukawa.
Al termine della stagione 2004, non trovando un ingaggio per correre in competizioni mondiali, decide di ritirarsi dall'agonismo, salvo rientrare cinque anni dopo, nel 2009, tornando a correre nel campionato giapponese. In questa seconda parte di carriera gareggia anche nel Campionato mondiale Endurance, con Trick Star Racing. Al termine della stagione 2017 decide di concludere la propria carriera agonistica.

## Risultati in gara nel mondiale Superbike
| 1996 | Moto   |  |  |  |  |  |  |  |  |  |  |  |  |  |  |  |  |    |    |  |  |  |  |  |  |  |  | Punti | Pos. |
| ---- | ------ |  |  |  |  |  |  |  |  |  |  |  |  |  |  |  |  | -- | -- |  |  |  |  |  |  |  |  | ----- | ---- |
| 1996 | Ducati |  |  |  |  |  |  |  |  |  |  |  |  |  |  |  |  | NP | 19 |  |  |  |  |  |  |  |  | 0     |      |

| 1998 | Moto     |  |  |  |  |  |  |  |  |  |  |  |  |  |  |  |  |    |    |  |  |  |  |  |  |  |  | Punti | Pos. |
| ---- | -------- |  |  |  |  |  |  |  |  |  |  |  |  |  |  |  |  | -- | -- |  |  |  |  |  |  |  |  | ----- | ---- |
| 1998 | Kawasaki |  |  |  |  |  |  |  |  |  |  |  |  |  |  |  |  | NP | NP |  |  |  |  |  |  |  |  | 0     |      |

| 1999 | Moto     |  |  |  |  |  |  |  |  |  |  |  |  |  |  |  |  |  |  |  |  |  |  |  |  |    |    | Punti | Pos. |
| ---- | -------- |  |  |  |  |  |  |  |  |  |  |  |  |  |  |  |  |  |  |  |  |  |  |  |  | -- | -- | ----- | ---- |
| 1999 | Kawasaki |  |  |  |  |  |  |  |  |  |  |  |  |  |  |  |  |  |  |  |  |  |  |  |  | 17 | 15 | 1     | 55º  |

| 2000 | Moto     |  |  |  |  |   |   |  |  |  |  |  |  |  |  |  |  |  |  |  |  |  |  |  |  |  |  | Punti | Pos. |
| ---- | -------- |  |  |  |  | - | - |  |  |  |  |  |  |  |  |  |  |  |  |  |  |  |  |  |  |  |  | ----- | ---- |
| 2000 | Kawasaki |  |  |  |  | 1 | 1 |  |  |  |  |  |  |  |  |  |  |  |  |  |  |  |  |  |  |  |  | 50    | 19º  |

| 2001 | Moto     |   |     |  |  |     |    |   |   |  |  |  |  |   |   |  |  |  |  |  |  |  |  |    |    |  |  | Punti | Pos. |
| ---- | -------- | - | --- |  |  | --- | -- | - | - |  |  |  |  | - | - |  |  |  |  |  |  |  |  | -- | -- |  |  | ----- | ---- |
| 2001 | Kawasaki | 9 | Rit |  |  | Rit | AN | 3 | 2 |  |  |  |  | 9 | 4 |  |  |  |  |  |  |  |  | 24 | 16 |  |  | 63    | 14º  |

| 2002 | Moto     |   |   |   |     |   |   |    |    |  |  |  |  |  |  |    |    |  |  |    |    |    |     |  |  |    |    | Punti | Pos. |
| ---- | -------- | - | - | - | --- | - | - | -- | -- |  |  |  |  |  |  | -- | -- |  |  | -- | -- | -- | --- |  |  | -- | -- | ----- | ---- |
| 2002 | Kawasaki | 7 | 6 | 6 | Rit | 7 | 7 | NP | NP |  |  |  |  |  |  | NP | NP |  |  | 13 | 17 | 11 | Rit |  |  | 15 | 10 | 62    | 14º  |

| 2003 | Moto  |  |  |  |  |   |   |  |  |  |  |  |  |  |  |  |  |  |  |  |  |  |  |  |  |  |  | Punti | Pos. |
| ---- | ----- |  |  |  |  | - | - |  |  |  |  |  |  |  |  |  |  |  |  |  |  |  |  |  |  |  |  | ----- | ---- |
| 2003 | Honda |  |  |  |  | 6 | 6 |  |  |  |  |  |  |  |  |  |  |  |  |  |  |  |  |  |  |  |  | 20    | 24º  |

| Legenda | 1º posto        | 2º posto            | 3º posto           | A punti      | Senza punti        | Grassetto – Pole position Corsivo – Giro più veloce |
| Legenda | Gara non valida | Non qual./Non part. | Ritirato/Non class | Squalificato | '-' Dato non disp. | Grassetto – Pole position Corsivo – Giro più veloce |